# Белоомутская средняя общеобразовательная школа № 1
Муниципа́льное общеобразова́тельное учрежде́ние Белоо́мутская сре́дняя общеобразова́тельная шко́ла (МОУ Белоомутская СОШ № 1) — общеобразовательное учебное заведение Луховицкого муниципального района Московской области, находящееся в городском поселении Белоомут.

## Общие сведения
Школу отличает высокий уровень преподавания, многие из её выпускников, окончив ВУЗ, поступают в аспирантуру, защищают диссертации.
В школе действует компьютерный класс, оснащенный 11 компьютерами с возможность выхода в интернет. Кабинеты начальных классов, физический, химический, ОБЖ, истории и некоторые другие оснащены телевизорами и видеомагнитофонами. Кроме этого в школе имеются стилизованные кабинеты под русскую старину. Ученики школы изучают автодело, после посещения школы 1 сентября 2008 года губернатором области Борисом Громовым по его инициативе на территории школы построен автодром.
В школе действует Музей боевой славы, во дворе, в память о выпускниках, не вернувшихся с войны, возведен обелиск.

## История
В XIX веке на месте школы было двухклассное училище.
В 1917 в Нижнем Белоомуте была открыта школа второй ступени со сроком обучения 9 лет. В 1930 она, в связи с реформой народного образования реорганизована в фабричную заводскую семилетку с 1930 года. В 1935 году была переведена в Верхний Белоомут, на нынешнее место. В 1938 был открыт первый восьмой класс и школа получила статус средней. Первый выпуск её из десятого класса пришёлся на 1941 год — перед самой Великой Отечественной войной.
Здание, в котором школа находится в настоящее время, построено в 1970 году.
В 2010 году, после лесного пожара, уничтожившего деревню Моховое (входящую в зону обслуживания школы) в результате которого пострадал и Белоомут в школе был начат ремонт, который закончился в декабре 2010 год.